# Bulbophyllum obovatifolium
Bulbophyllum obovatifolium là một loài phong lan thuộc chi Bulbophyllum.